# Plagiogyria pycnophylla
Plagiogyria pycnophylla är en ormbunkeart som först beskrevs av Gustav Kunze och som fick sitt nu gällande namn av Georg Heinrich Mettenius.
Plagiogyria pycnophylla ingår i släktet Plagiogyria och familjen Plagiogyriaceae. Inga underarter finns listade i Catalogue of Life.